# アケダクト-ノース・コンジット・アベニュー駅
アケダクト-ノース・コンジット・アベニュー駅（アケダクト-ノース・コンジット・アベニューえき、英語: Aqueduct-North Conduit Avenue）は、クイーンズ区オゾンパークのノース・コンジット・アベニューとコハンシー・ストリート交差点付近に位置するニューヨーク市地下鉄INDロッカウェイ線の駅で、A系統が終日停車する。

## 歴史
駅は1883年にニューヨーク・ウッドヘイブン・アンド・ロッカウェイ鉄道によって開業、1887年にロングアイランド鉄道の駅になった。1939年11月29日から1940年9月24日まではグレード・エリミネーション・プロジェクトの一環で26フィート (7.9 m)西の仮駅で営業していた。1955年10月3日に駅は一旦廃止され、1956年6月28日に再開しニューヨーク市地下鉄INDロッカウェイ線の駅になった。
駅はMTA2010-2014年投資計画の一環として、2016年より改装を行う計画となっていた。

## 駅構造
| P ホーム階 | 相対式ホーム、右側ドアが開く | 相対式ホーム、右側ドアが開く                                                                                                   |
| P ホーム階 | 北行緩行線                   | ← インウッド-207丁目駅行き (アケダクト競馬場駅)                                                                                |
| P ホーム階 | 北行急行線                   | ← 路盤のみ |
| P ホーム階 | 南行急行線                   | → 路盤のみ |
| P ホーム階 | 南行緩行線                   | → ファー・ロッカウェイ-モット・アベニュー駅行き、ロッカウェイ・パーク-ビーチ116丁目駅行き (ハワード・ビーチ-JFKエアポート駅) → |
| P ホーム階 | 相対式ホーム、右側ドアが開く | |
| M          | 改札階                       | 改札口、駅員詰所、メトロカード券売機                                                                                           |
| G          | 地上階                       | 出入口 |

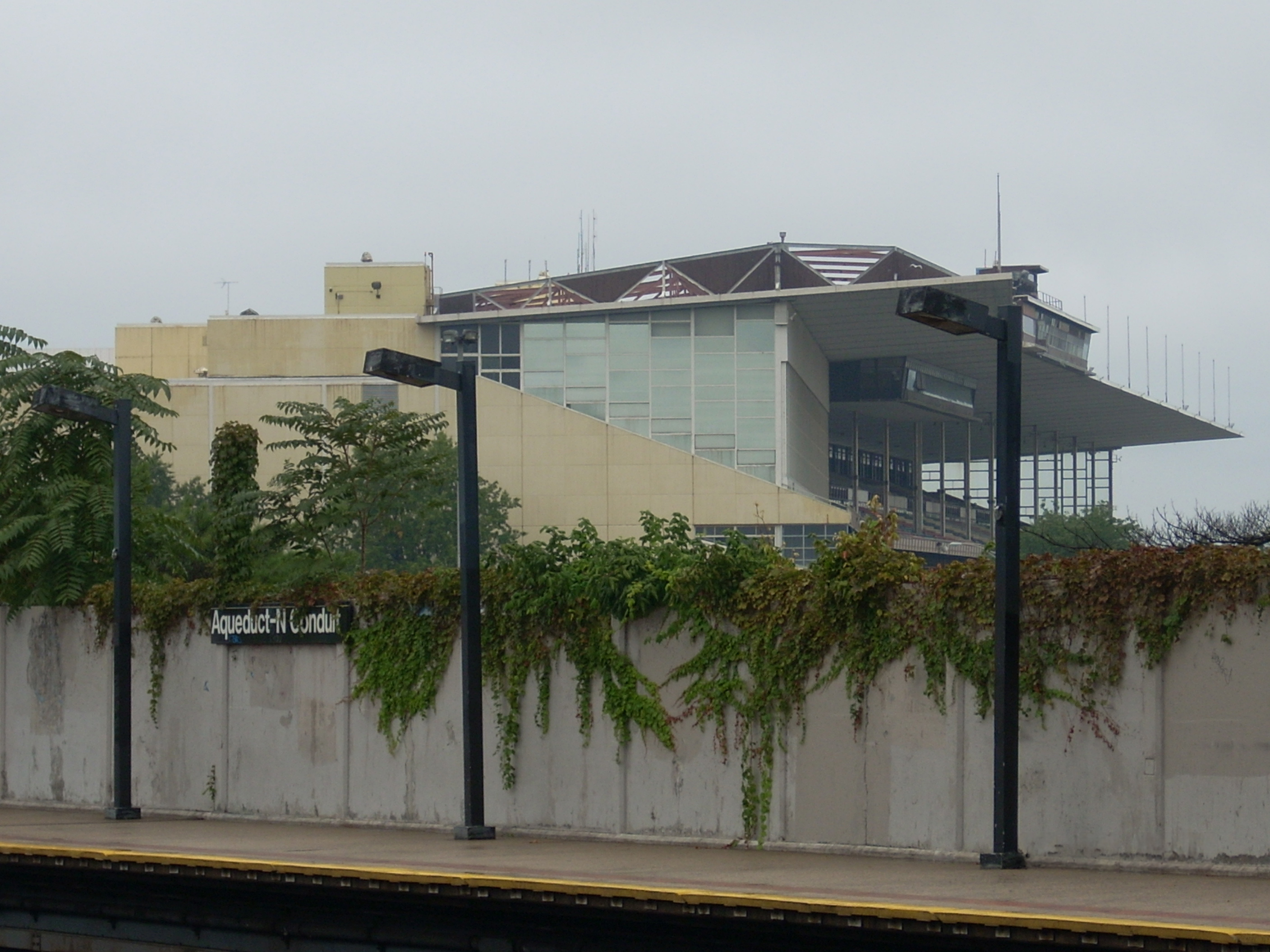
駅からアケダクト・グランドスタンドを見る

駅は相対式ホーム2面4線で、ロングアイランド鉄道時代の名残でホームは長い。また、急行線は使用されておらず線路も本線に未接続となっている。

### 出口
駅南端の改札からはノース・コンジット・アベニューの歩道に出ることができる。
また、南行ホームにのみつながる改札が北端にあり、ハウツリー・ストリートへ出ることができる。